# آداب توالت در اسلام
آداب توالت در اسلام مجموعه‌ای از قواعد بهداشت شخصی در اسلام است که مربوط به استفاده از توالت می‌شود. این مجموعه قواعد بخشی از فقه بهداشتی اسلامی با عنوان قضاء الحاجة است.
موضوع بهداشت شخصی در یک آیه از قرآن در زمینه طهارت شرعی که به آیه وضو معروف است، ذکر شده است. تفسیر این آیه بین مکاتب فقهی و فرقه‌های مختلف اسلام مورد اختلاف است. الزامات بیشتری نیز در مورد بهداشت شخصی از حدیث‌ها استخراج شده که کمیت و کیفیت این الزامات نیز در بین فرقه‌ها متفاوت‌اند.

## قوانین
یک مسلمان باید ابتدا مکانی مناسب برای رفتن به توالت پیدا کند؛ جایی دور از آب راکد، مسیر عبور مردم یا سایه. توصیه شده است که بهتر است با پای چپ وارد محل توالت شد و همچنین هم راستا بودن یا پشت کردن به قبله ممنوع است. در مجموعه احادیث صحیح بخاری آمده است که محمد پیش از ورود به توالت این دعا را می‌گفت: (عربی: اللَّهُمَّ إِنِّی أَعُوذُ بِکَ مِنَ الْخُبُثِ وَالْخَبَائِثِ‎، ت. «خدایا، به تو پناه می‌برم از شر هر آنچه ناپاک است (مذکر) و هر آنچه ناپاک است (مؤنث)»). به مسلمانان نیز توصیه شده است پیش از ورود به توالت این دعا را بگویند.
هنگام استفاده از توالت، سکوت کردن واجب است. صحبت کردن یا پاسخ دادن به سلام در هنگام استفاده از توالت به‌شدت منع شده است. اگر دو مرد به‌طور هم‌زمان در حال دفع مدفوع باشند، حق صحبت با یکدیگر یا نگاه کردن به اندام تناسلی یکدیگر را ندارند. خوردن هرگونه غذا هنگام حضور در توالت نیز ممنوع است.
پس از دفع مدفوع، شستن مقعد با آب با استفاده از دست چپ یا استفاده از تعداد فردی از سنگ‌های نرم یا سنگ‌ریزه‌هایی به نام «جمرة» یا «حجارة» لازم است. بسیاری از فقها استفاده از دستمال توالت را به‌جای این سنگ‌ها کافی می‌دانند. به‌طور مشابه، آلت تناسلی مرد یا فرج نیز باید پس از ادرار با آب و با دست چپ شسته شوند که به این عمل استنجا گفته می‌شود. این کار معمولاً با استفاده از ظرف‌هایی به نام آفتابه، لوتا یا بودنا انجام می‌شود.
پس از خروج از توالت، توصیه شده است که با پای راست خارج شوید و دعای خروج از توالت را بخوانید: «الحمد لله الذی أذهب عنی الأذی وعافانی». معنای دعا: «سپاس خدایی را که آلودگی را از من دور کرد و مرا سلامتی بخشید.»